# Tempereret løvfældende skov
| Tempereret løvfældende skov |

Tempereret løvfældende skov er et biom som dækker store dele af Europa og det østlige USA samt relativt store områder i det sydlige Sibirien og østlige Kina. Biomet forekommer stort set ikke på den sydlige halvkugle. Al løvskov i Danmark tilhører dette biom.
Skovtypen er kendetegnet af løvtræer der enten forekommer alene eller (ofte) iblandet nåletræer og buske.
Biomet forekommer i tempereret klima hvor der er en stor tilgang af fugtighed hele året. Vinteren er kold, så træerne taber bladene for at spare energi, men vinteren er ikke så kold som i Taiga-zonen. Sommeren er mild og varm, men med perioder med køligere vejr og nedbør.
Løvfældende skov der forekommer som monotypiske dyrkede skove kan være fattige på både plante og dyrearter. Dels vil træerne ofte stå tæt så kun ganske lidt lys trænger igennem til det nederste lag, dels er der oftest mangel på død træ fordi træerne fældes inden de falder naturligt. Naturlige løvfældende skove med blanding af forskellige arter og forskellige aldre er derimod uhyre artsrige både hvad angår dyr, svampe og planter. For dyrenes vedkommende gælder artsrigdommen både laverestående dyr som insekter og f.eks. pattedyr. Skovtypen forekommer dog primært i regioner der er tæt befolkede, og nærheden til mennesker gør at bestanden af større pattedyr ofte er mindre end den naturligt ville være – og nogle arter mangler fuldstændigt. I Białowieska Skoven i det østlige Polen og vestlige Hviderusland forekommer dog en lang række sjældne store pattedyr, bl.a. Europæisk bison og Los. Det største sådanne skovområde i Europa udgøres af skoven i Karpaterne.

## Lagdeling
Den typiske struktur består af 4 "lag".
1. Det øverste lag er trækronerne, dvs. de bladbærende kroner af voksne træer
2. Herunder et lag af kroner af yngre træeer, der må være skygge-tolerante pga. skyggen fra det øverste lag. I nogle skove kan dette lag mangle og nye træer kommer kun til hvor der kommer en åbning i det øverste lag pga. f.eks. stormfald eller skovbrand
3. Herunder et lag af buske, der igen kan mangle i skovtyper med for meget skygge. Dette lag mangler ofte i danske bøgeskove.
4. Nederst et lag af forskellige urter. I en dansk bøgeskov er dette lag især aktivt om foråret før træerne får blade, mens det senere på året er langt mere begrænset.

## Tempereret løvfældende skov i Danmark
Tempereret løvfældende skov i Danmark er oftest bøgeskov, men der forekommer også egeskov, ellesump eller diverse blandingsskove. Typiske danske løvskovstræer er f.eks. bøg, Stilk-Eg, Vinter-Eg, Rød-El, Ask og Lind samt flere andre. De danske løvskove er beskrevet i en række andre artikler
- Tempererede løvskove i Nordvesteuropa
- Bøgeskov
- Græsningsegeskov
- Naturskov: Omhandler primært danske løvskove
- Querco-Fagetea